# Neuvecelle
Neuvecelle est une commune française située dans le département de la Haute-Savoie, en région Auvergne-Rhône-Alpes.
Située dans le Chablais français entre le Léman et le pays de Gavot, elle fait partie de l'arrondissement de Thonon-les-Bains et du canton d'Évian-les-Bains.

## Géographie

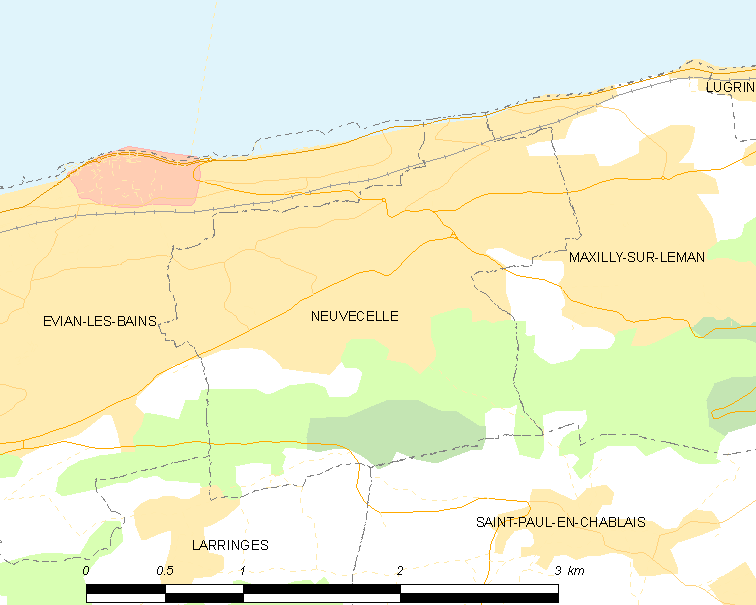

### Localisation
La commune de Neuvecelle se situe sur les bords du Léman, au nord-est de Genève. Les communes limitrophes de Neuvecelle sont Évian-les-Bains, Larringes, Saint-Paul-en-Chablais et Maxilly-sur-Léman.

### Climat
Le climat y est de type montagnard en raison de la présence des Alpes.

### Hydrographie
- Le ruisseau de Forchez à 492 mètres d'altitude.
- Le ruisseau de Montigny.

## Urbanisme

### Typologie
Au 1er janvier 2024, Neuvecelle est catégorisée ceinture urbaine, selon la nouvelle grille communale de densité à sept niveaux définie par l'Insee en 2022.
Elle appartient à l'unité urbaine de Thonon-les-Bains, une agglomération intra-départementale regroupant treize  communes, dont elle est une commune de la banlieue,,. Par ailleurs la commune fait partie de l'aire d'attraction de Lausanne (partie française), dont elle est une commune de la couronne,. Cette aire, qui regroupe 3 communes, est catégorisée dans les aires de 200 000 à moins de 700 000 habitants,.
La commune, bordée par un plan d’eau intérieur d’une superficie supérieure à 1 000 hectares, le Léman, est également une commune littorale au sens de la loi du 3 janvier 1986, dite loi littoral. Des dispositions spécifiques d’urbanisme s’y appliquent dès lors afin de préserver les espaces naturels, les sites, les paysages et l’équilibre écologique du littoral, tel le principe d'inconstructibilité, en dehors des espaces urbanisés, sur la bande littorale des 100 mètres, ou plus si le plan local d’urbanisme le prévoit.

### Occupation des sols
L'occupation des sols de la commune, telle qu'elle ressort de la base de données européenne d’occupation biophysique des sols Corine Land Cover (CLC), est marquée par l'importance des territoires artificialisés (64 % en 2018), en augmentation par rapport à 1990 (59,7 %). La répartition détaillée en 2018 est la suivante : 
zones urbanisées (64 %), forêts (30 %), prairies (4,9 %), eaux continentales (0,6 %), zones agricoles hétérogènes (0,4 %).
L'IGN met par ailleurs à disposition un outil en ligne permettant de comparer l’évolution dans le temps de l’occupation des sols de la commune (ou de territoires à des échelles différentes). Plusieurs époques sont accessibles sous forme de cartes ou photos aériennes : la carte de Cassini (XVIIIe siècle), la carte d'état-major (1820-1866) et la période actuelle (1950 à aujourd'hui).

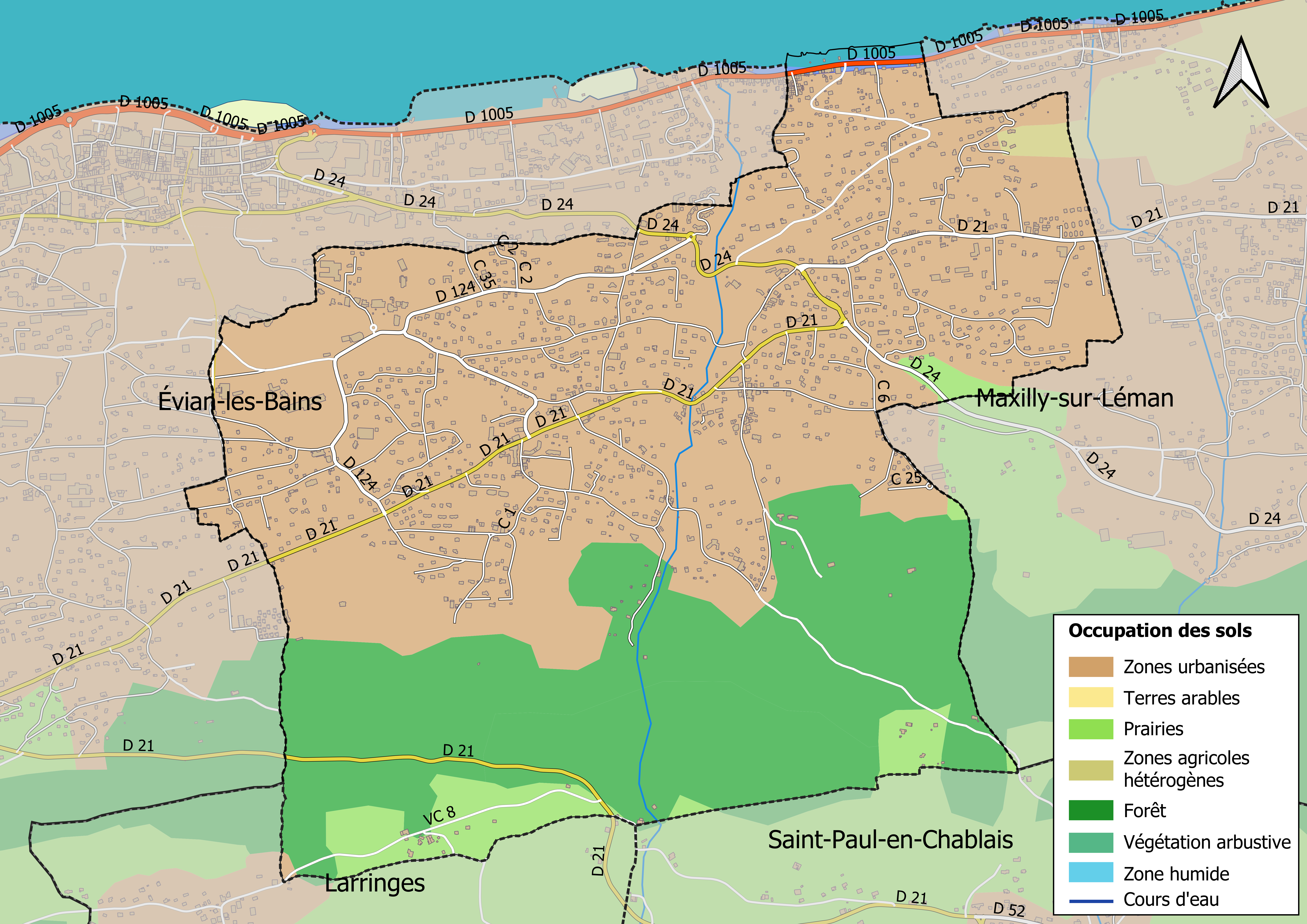
Carte des infrastructures et de l'occupation des sols en 2018 (CLC) de la commune.
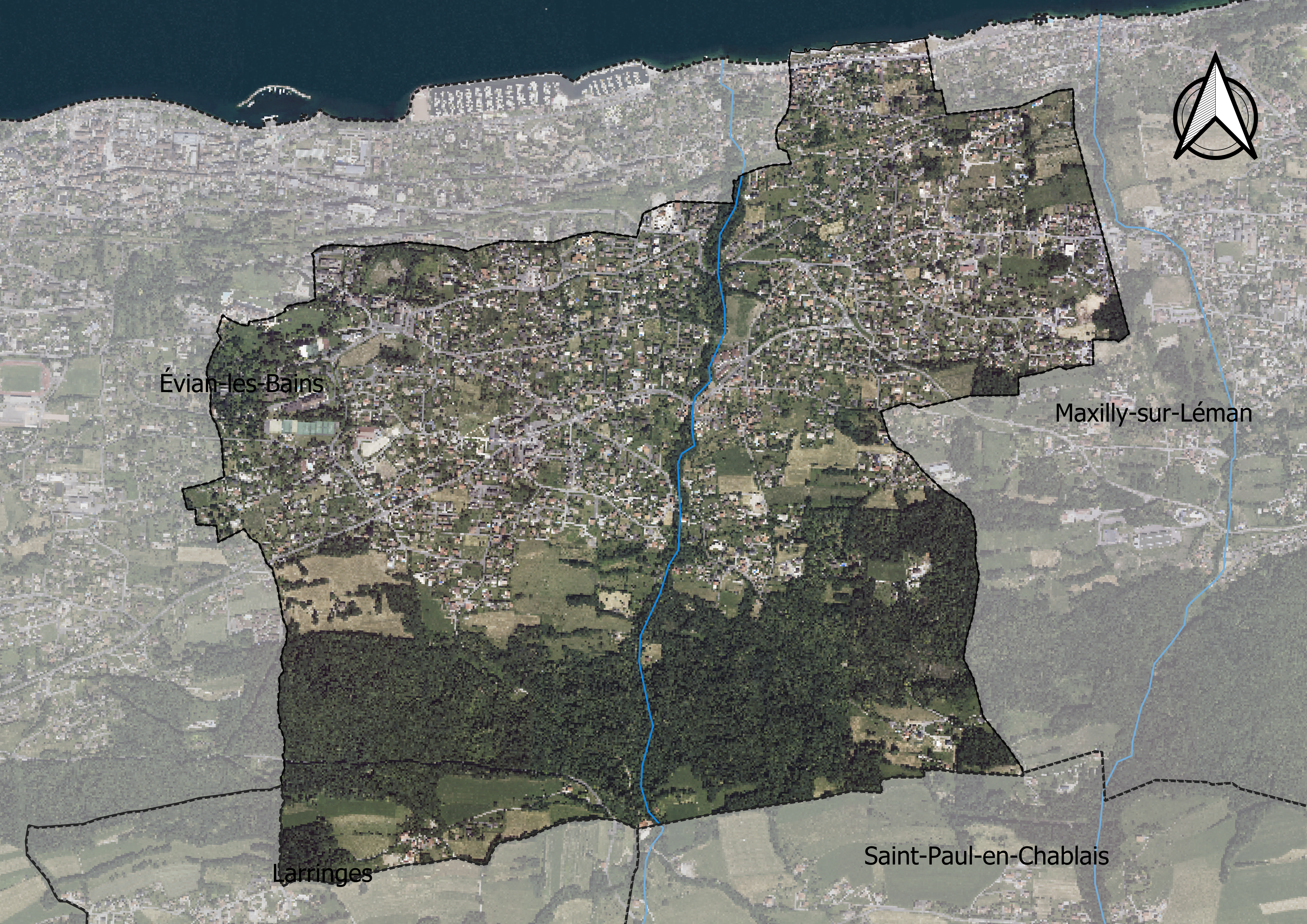
Carte orthophotogrammétrique de la commune.

### Voies de communication et transports
- Ligne du Tonkin, ligne de chemin de fer reliant Évian-les-Bains à Saint-Gingolph. Actuellement fermée, un projet de réouverture est en cours, prévoyant la poursuite des trains régionaux valaisans jusqu'à Évian-les-Bains, avec quinze allers-retours par jour.
- Les transports en commun d'Évian-les-Bains (ÉVA'D) desservent la commune.

## Toponymie
Les premières formes du nom de la commune apparaissent au XIIIe siècle dans des documents rédigés jusqu'au XVIe siècle en latin, avec les graphies nova sala, nova sella, novassella. Au cours des périodes suivantes où le français s'impose comme langue administrative, on trouve la forme Neuveselle. Durant l'occupation du duché de Savoie par les troupes révolutionnaires françaises, la forme Neuvecelle s'impose définitivement en 1793.
Neuvecelle est un toponyme composé du mot latin nova (« neuve ») et de salla, d'origine germanique qui désigne une demeure et qui donne en occitan sala, le lieu de résidence d'un seigneur. Neuvecelle semble donc désigner une « nouvelle demeure seigneuriale ». Le site d'Henry Suter, dédié aux toponymes locaux, souligne que certains auteurs ont pu confondre salla avec le mot latin cella, qui désigne un(e) « cellule, ermitage, dépendance d'un monastère ».
En francoprovençal, le nom de la commune s'écrit Nuvassala, selon la graphie de Conflans.

## Politique et administration

### Situation administrative
La commune de Neuvecelle appartient au canton d'Évian-les-Bains, qui compte 33 communes selon le redécoupage cantonal de 2014.
La commune est membre de la communauté de communes Pays d'Évian Vallée d'Abondance.
Neuvecelle relève de l'arrondissement de Thonon-les-Bains et de la cinquième circonscription de la Haute-Savoie, dont le député est Marc Francina (UMP) depuis les élections de 2012.

### Liste des maires
| Période                                  | Période                       | Identité               | Étiquette         | Qualité |
| ---------------------------------------- | ----------------------------- | ---------------------- | ----------------- | --- |
| Les données manquantes sont à compléter. |                               |                        |                   | |
| février 1861                             | octobre 1865                  | Francois Giroud        |                   | |
| octobre 1865                             | décembre 1876                 | Marie Magnin           |                   | Laboureur Démissionnaire |
| décembre 1876                            | mai 1888                      | Barnabé Jacquier       |                   | Cultivateur |
| mai 1888                                 | mai 1904                      | Joseph Chevallay       |                   | Cultivateur |
| mai 1904                                 | décembre 1908                 | Pierre-Joseph Jacquier |                   | Cafetier Décédé en fonction |
| février 1909                             | novembre 1919                 | Pierre Giroud          |                   | Cultivateur |
| novembre 1919                            | mai 1925                      | Francois Granjux       |                   | Cultivateur |
| mai 1925                                 | mai 1929                      | Jean Marie Giroud      |                   | Cultivateur |
| mai 1929                                 | mai 1935                      | Antoine Ducret         |                   | Cultivateur |
| mai 1935                                 | février 1945                  | Jean Marie Giroud      |                   | Cultivateur |
| février 1945                             | avril 1945                    | François Dufour        |                   | Pêcheur |
| avril 1945                               | octobre 1947                  | Joseph Degrange        |                   | Cultivateur |
| octobre 1947                             | mai 1953                      | Bruno Chapuis          |                   | Cultivateur |
| mai 1953                                 | mars 1977                     | Robert Magnin          |                   | Hôtelier |
| mars 1977                                | mars 1983                     | Joseph Degrange        |                   | Cultivateur |
| mars 1983                                | mars 2014                     | Louis Duret            | DVD puis UMP      | Ingénieur des travaux publics Conseiller général du canton d'Évian-les-Bains (2003 → 2008) Président de la CC du Pays d'Évian (2008 → 2014)                                                             |
| mars 2014                                | mars 2015                     | Philippe Drago         | DVD               | Agent technique Démissionnaire |
| mars 2015                                | juillet 2022                  | Anne-Cécile Violland   | DVD puis Horizons | Psychologue clinicienne Députée de Haute-Savoie (5e circ.) (2022 → ) Vice-présidente de la CCPEVA (2017 → 2022) Réélue pour le mandat 2020-2026 Démissionnaire à la suite de son élection comme députée |
| juillet 2022                             | En cours (au 11 juillet 2022) | Nadine Wendling        |                   | Ingénieur agroalimentaire |

## Population et société

### Démographie
L'évolution du nombre d'habitants est connue à travers les recensements de la population effectués dans la commune depuis 1793. Pour les communes de moins de 10 000 habitants, une enquête de recensement portant sur toute la population est réalisée tous les cinq ans, les populations de référence des années intermédiaires étant quant à elles estimées par interpolation ou extrapolation. Pour la commune, le premier recensement exhaustif entrant dans le cadre du nouveau dispositif a été réalisé en 2008.

En 2022, la commune comptait 3 224 habitants, en évolution de +6,79 % par rapport à 2016 (Haute-Savoie : +6,01 %, France hors Mayotte : +2,11 %).
| 1793 | 1800 | 1806 | 1822 | 1838 | 1848 | 1858 | 1861 | 1866 |
| ---- | ---- | ---- | ---- | ---- | ---- | ---- | ---- | ---- |
| 334  | 457  | 465  | 596  | 655  | 701  | 598  | 643  | 691  |

| 1872 | 1876 | 1881 | 1886 | 1891 | 1896 | 1901 | 1906 | 1911 |
| ---- | ---- | ---- | ---- | ---- | ---- | ---- | ---- | ---- |
| 688  | 731  | 786  | 804  | 788  | 794  | 790  | 811  | 892  |

| 1921 | 1926 | 1931 | 1936 | 1946 | 1954 | 1962 | 1968 | 1975  |
| ---- | ---- | ---- | ---- | ---- | ---- | ---- | ---- | ----- |
| 761  | 768  | 850  | 833  | 803  | 896  | 949  | 984  | 1 288 |

| 1982  | 1990  | 1999  | 2006  | 2008  | 2013  | 2018  | 2022  | - |
| ----- | ----- | ----- | ----- | ----- | ----- | ----- | ----- | - |
| 1 559 | 1 949 | 2 211 | 2 481 | 2 558 | 2 843 | 3 076 | 3 224 | - |

### Manifestations culturelles et festivités
- Festival Histoire d'en Rire. Liste des humoristes invités :
  - 2015 : Jérémy Bélier et Romain Barreda ;
  - 2016 : Guillaume Bauret et Hassan de Monaco ;
  - 2017 : Laurent Batar ;
  - 2018 : Audrey Baldassare et Jérémy Bélier[23] ;
  - 2019 : Julie Villers ;

### Médias
- Télévision locale : TV8 Mont-Blanc.

## Culture et patrimoine

### Lieux et monuments

#### Édifices religieux

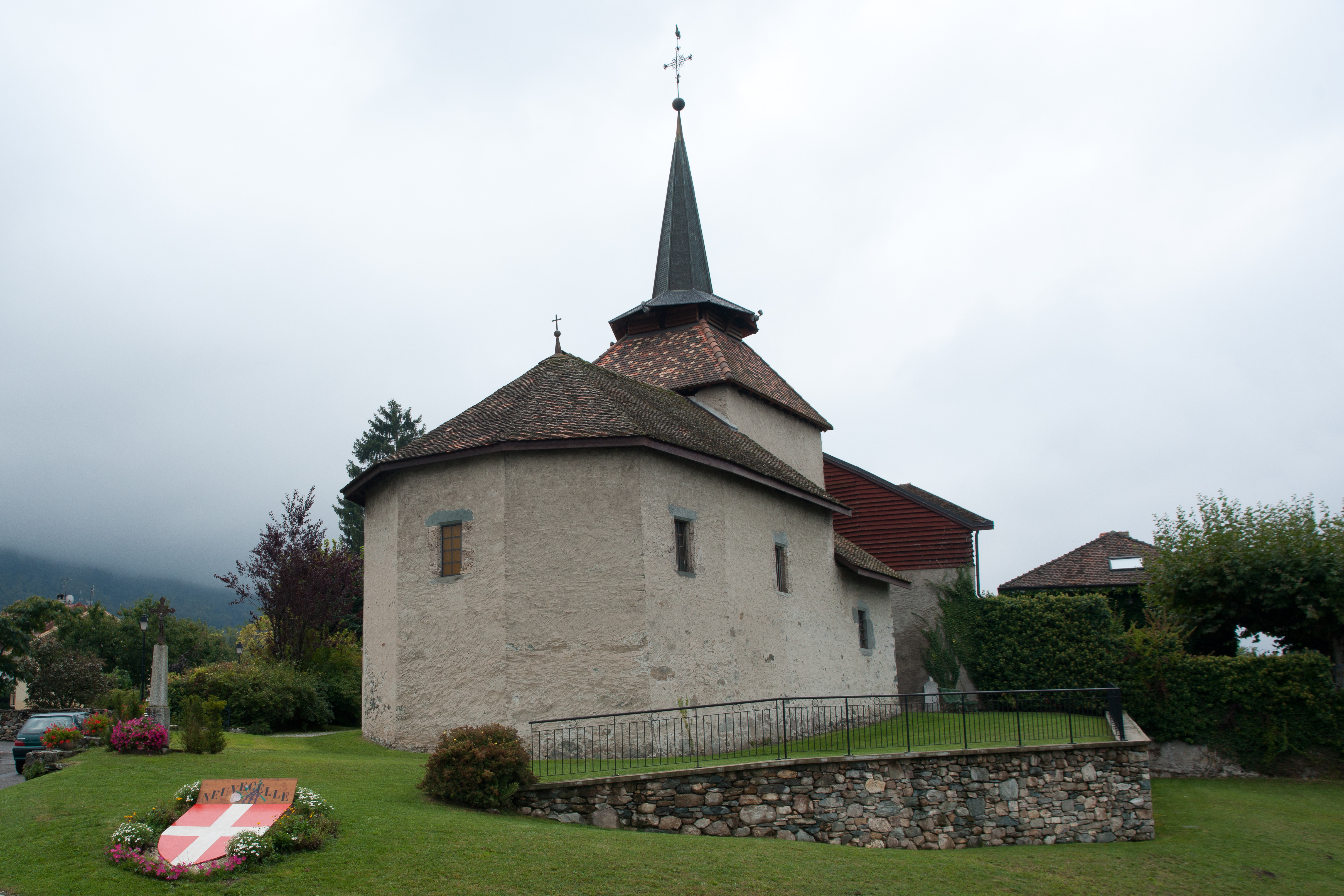
La chapelle Saint-André de Maraîche.

- La chapelle de Maraîche, dédiée à saint André, est classée à l'inventaire des monuments historiques depuis le 30 juillet 1921.
- L'église Saint-Nicolas, construite dans un style néoclassique sarde, à l'ermplacement de la chapelle du château, elle a été consacrée en 1847 par Mgr Louis Rendu. Le clocher abrite quatre cloches : deux fondues à Morges en 1819 par Louis Golay et deux autres fondues en 1911 par les frères Paccard d'Annecy-le-Vieux. Elles pèsent entre 100  et   600 kilogrammes. Elle renferme des statues de Saint-Nicolas et de Saint-Didier.

#### Édifices et équipements civils
- le château de Neuvecelle, propriété privée.
- le castel de Neuvecelle, situé devant l'église, il remonte en grande partie au XIXe siècle. Il est construit à l'emplacement de la demeure de Dunand de Grilly, personnage renommé en Chablais au XVIIe siècle, propriété privée.
- le funiculaire d'Évian-les-Bains à Neuvecelle. Mis en service en 1907 il permettait à l'époque aux clients des hôtels de rejoindre la source Cachat dans Évian.

### Héraldique
| Armes de Neuvecelle | Les armes de Neuvecelle se blasonnent ainsi : « De gueule au lion d'or armé et lampassé de sable. » On sait très peu de chose sur ce blason. |